# Polyplectropus ulmeri
Polyplectropus ulmeri är en nattsländeart som beskrevs av Banks 1937. Polyplectropus ulmeri ingår i släktet Polyplectropus och familjen fångstnätnattsländor. Inga underarter finns listade i Catalogue of Life.